# Estádio da Ressacada
Estádio da Ressacada (oficjalna nazwa Estádio Aderbal Ramos da Silva) – stadion piłkarski we Florianópolis, Santa Catarina, Brazylia, na którym swoje mecze rozgrywa klub Avaí FC.
Nazwa stadionu została nadana ku pamięci Aderbal Ramos da Silvie, który był przewodniczącym okręgowego związku piłki nożnej stanu Santa Catarina.

## Historia
- 1980 – nabycie terenów pod stadion
- 1982 – początek budowy
- 15 listopada 1983 – inauguracja; pierwszą bramkę zdobywa Wilson Tadei, zawodnik Vasco
- 31 maja 1986 – instalacja oświetlenia
- 17 lipca 1988 – rekord frekwencji

## Mecze reprezentacji Brazylii na Estádio da Ressacada
- 21 lipca 1987 – Brazylia 4-1 Ekwador
- 4 maja 1994 – Brazylia 3-0 Islandia
- 10 lipca 1996 – Brazylia 5-1 Dania